# Isla Grosa
A Isla Grosa é uma ilha desabitada da Espanha, na Região de Múrcia. É a única ilha da zona do Mar Menor que se encontra fora dele, pois está em mar aberto, a nascente de La Manga. Tem cerca de 17,5 hectares. O cone vulcânico é muito escarpado e supera os 90 m de altitude, a uma distância de cerca de 2,5 km do norte de La Manga. A leste da ilha há um ilhéu, também de origem vulcânica, denominado El Farallón.
A Isla Grosa Foi refúgio de piratas berberes até ao século XVIII, e antes fora já um enclave fenício. A sua riqueza botânica e ornitológica é grande. Tem um cais e as únicas construções que existem eram associadas a atividades militares, pois a ilha foi zona militar até 2000, ano em que foi cedida à Comunidade de Múrcia para atividades relacionadas com o meio ambiente.
A ilha é rica em flora e fauna, sobretudo aves.  A ilha tem comunidades vegetais únicas compostas maioritariamente por cambroeira (Lycium intricatum), Withania frutescens e algumas espécies nitróficas. Sob o mar encontra-se o maior prado de Posidonia oceanica de toda a costa da região de Múrcia. A ilha de Grosa destaca-se pela sua riqueza ornitológica. Juntamente com uma grande colónia de gaivotas, também nidificam, entre outras aves, o painho-de-cauda-quadrada, o corvo-marinho-de-crista, o falcão-peregrino e a gaivota-de-audouin.

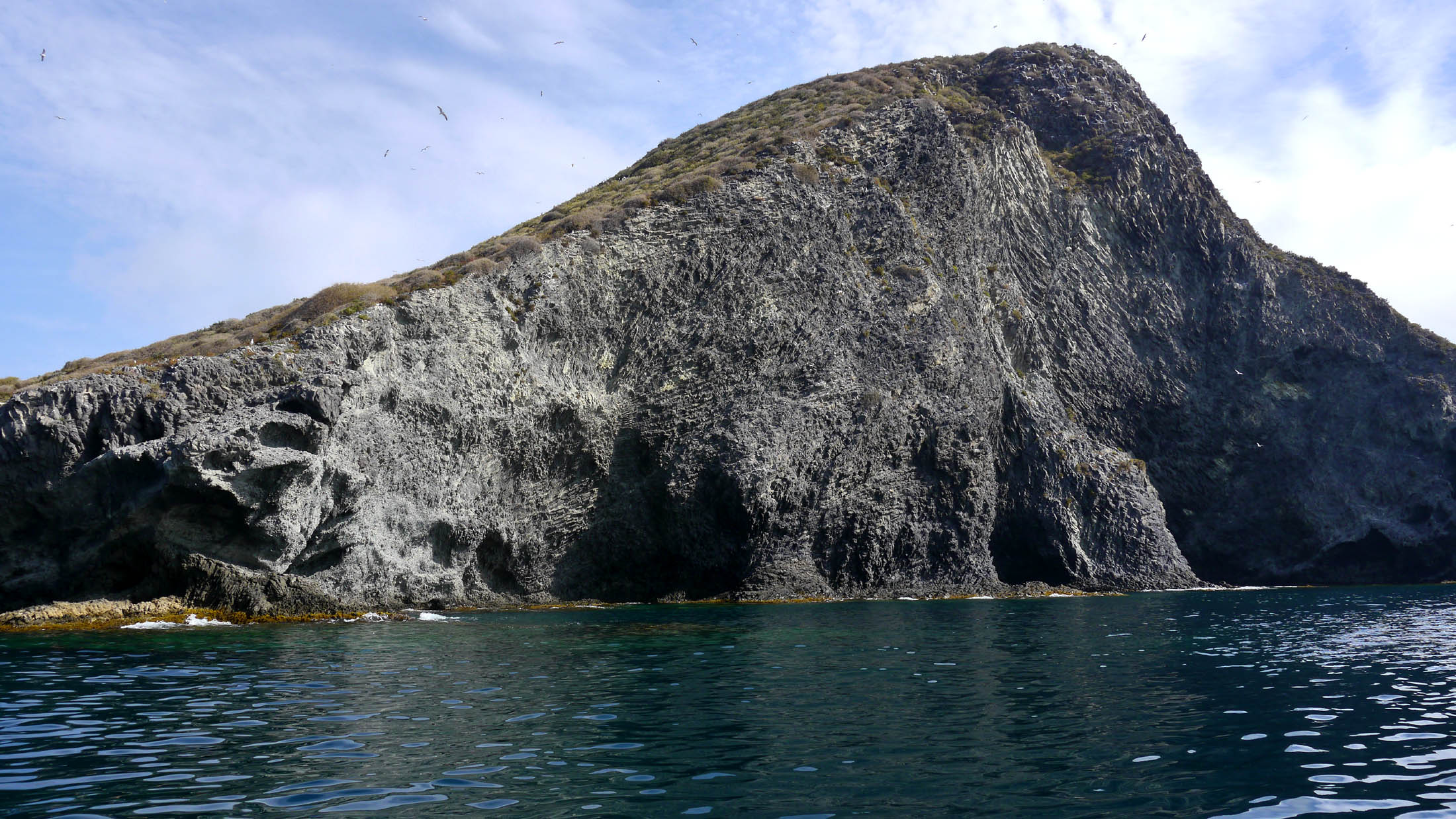
Disjunções prismáticas, resto das erupções vulcânicas que são visíveis nas falésias no sul da ilha.

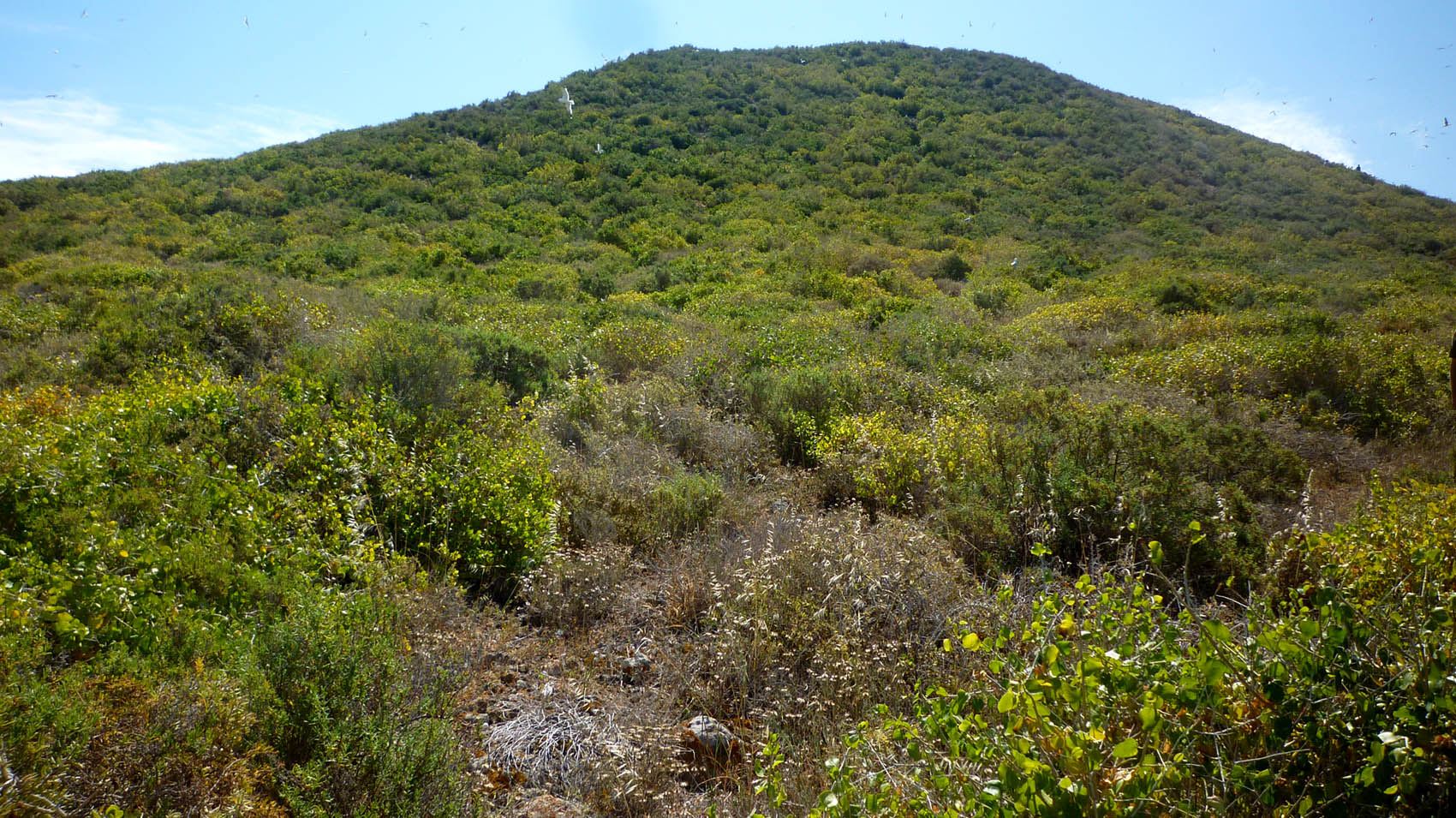
Vista da vegetação, composta maioritariamente por Withania frutescens.